# Acquario Romano
L'Acquario Romano (ou Aquarium Romain) est un bâtiment de Rome situé sur la piazza Manfredo Fanti.

## Histoire et description

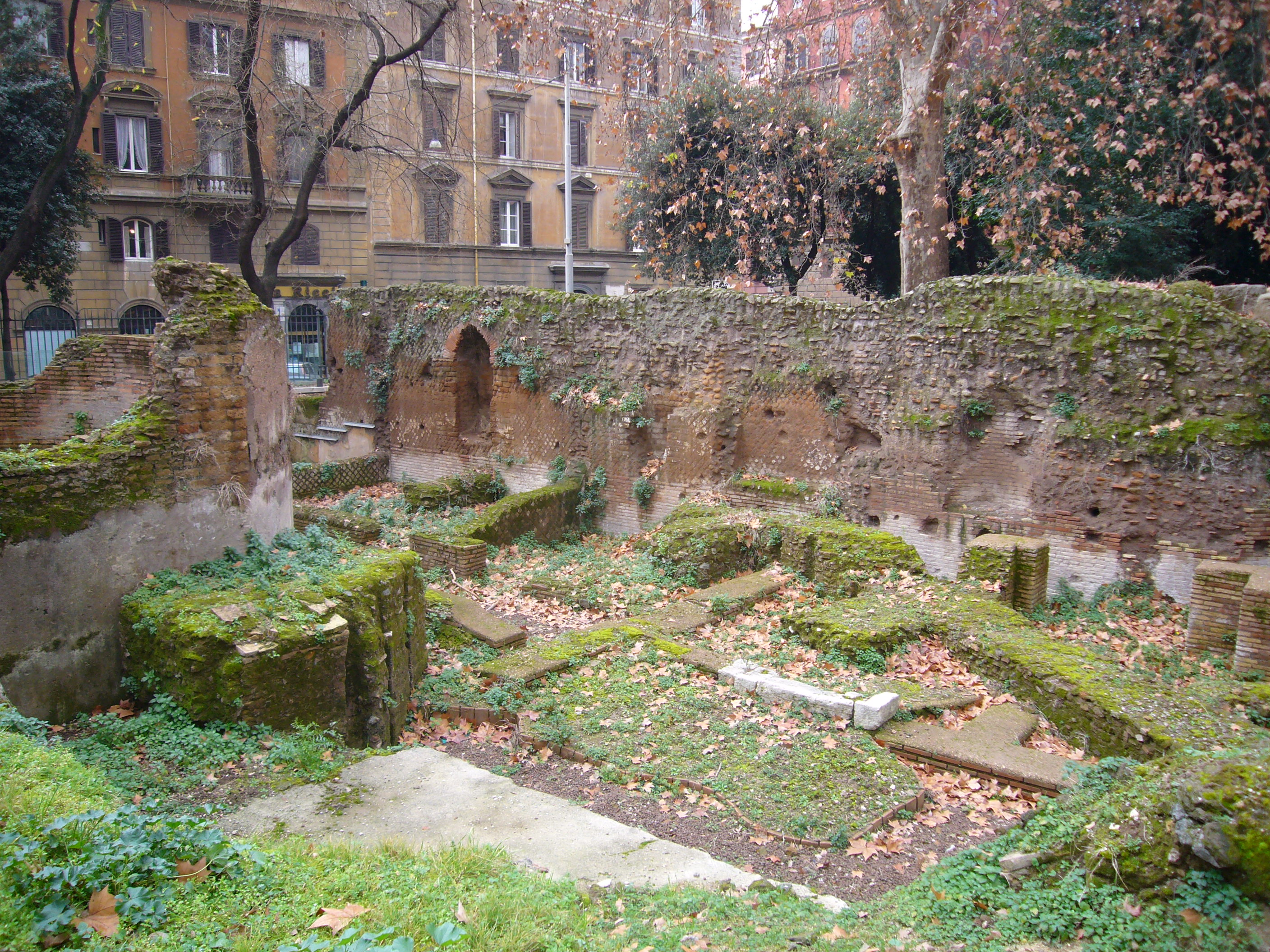
Rome, Piazza Manfredo Fanti (quartier Esquilin) : vestiges de bâtiments de l'époque impériale et murs serviens à l'Aquarium (aujourd'hui Maison de l'Architecture).

Conçu par Ettore Bernich et construit entre 1885 et 1887, le bâtiment était destiné à accueillir un aquarium, ce qu'il a été pendant quelques années seulement ; plus tard, il a été utilisé comme dépôt du proche teatro dell'Opera, et parfois pour des foires et des expositions.
Il s'agit d'un bâtiment typique de la fin du 19e siècle et de l'époque du roi Umberto I. Il a un plan circulaire, et montre un pronaos avec édicules. Des décorations à sujets marins sont insérés entre les sculptures dans les édicules; entre les cariatides sont placés certains médaillons. Le corps cylindrique de l'immeuble est divisé par des pilastres.

## Usage
Après une période d'abandon, il a été restauré et utilisé comme musée et siège de spectacles et de concerts. Il accueille actuellement la Maison de l'Architecture (Casa dell'Architettura).

## Images

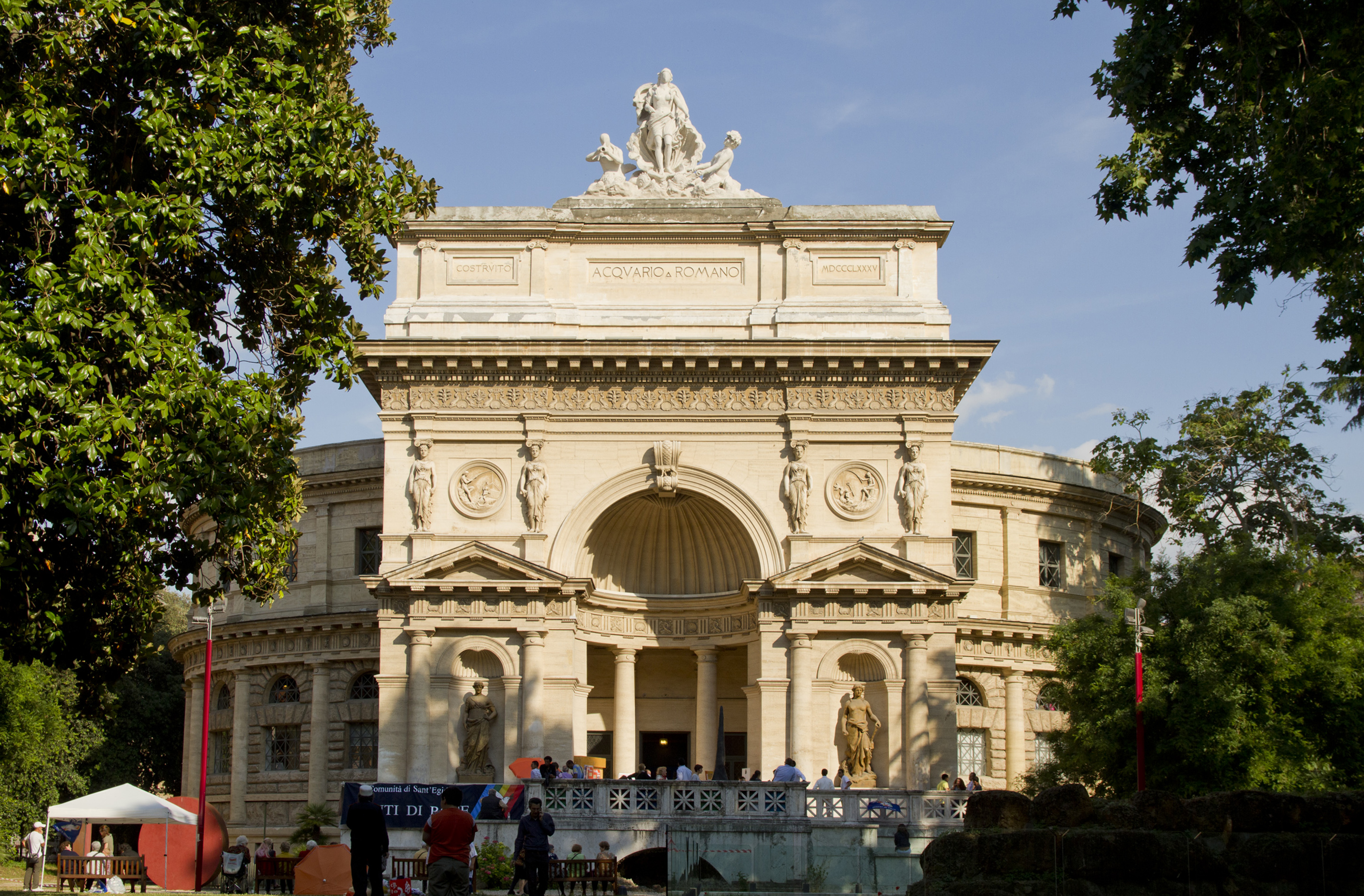
Vue de l'édifice
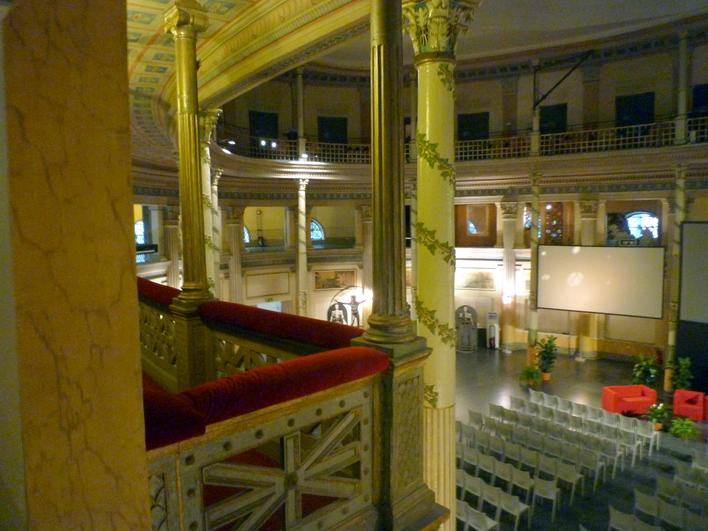
Intérieur de la salle
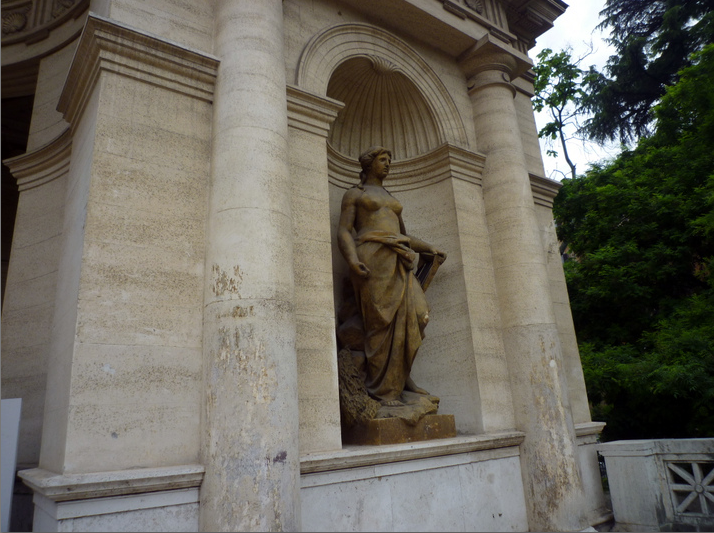
Sculpture dans une niche
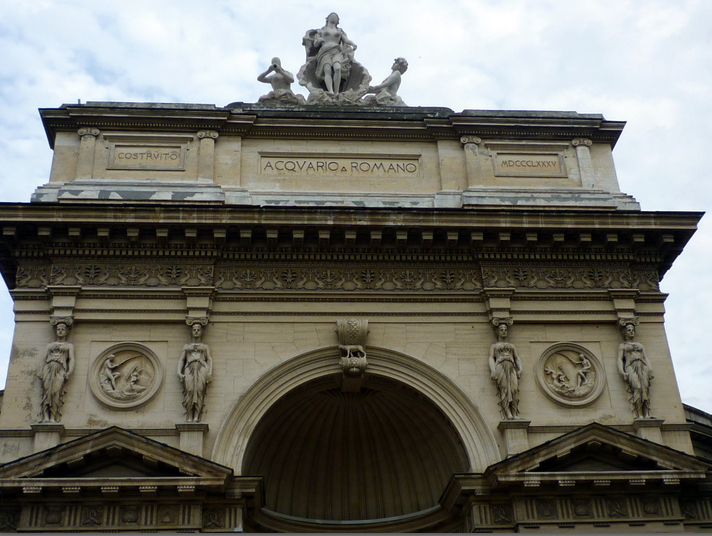
Détail de la façade à l'antique
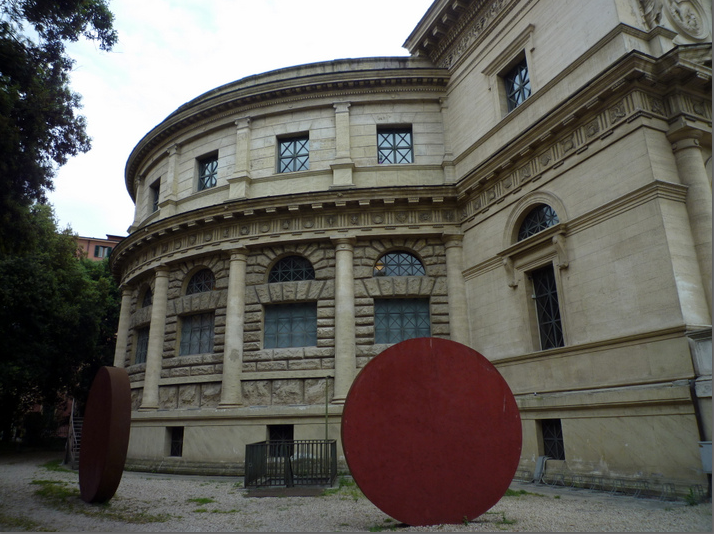
Le bâtiment circulaire